# Ymkje Clevering
Ymkje Clevering, née le 17 juillet 1995 à Haulerwijk, est une rameuse néerlandaise, championne d'Europe en quatre de pointe en 2019 puis championne olympique en deux sans barreur en 2024.

## Carrière
À l'âge de 18 ans, elle s'installe à Groningue pour étudier la médecine à l'Université de Groningue, année où elle commence l'aviron. L'année suivante, elle devient championne du monde des moins de 23 ans avec Veronique Meester à Plovdiv en Bulgarie.
En 2019, elle est sacrée championne d'Europe en quatre de pointe avec ses compatriotes Elisabeth Hogerwerf, Karolien Florijn et Veronique Meester.

## Palmarès

### Jeux olympiques
- 2024 à Paris ( France
  -  médaille d'or en deux sans barreur

### Championnats du monde
- 2019 à Ottensheim ( Autriche)
  -  Médaille d'argent en quatre de pointe

### Championnats d'Europe
- 2022 à Munich ( Allemagne)
  -  Médaille de bronze en deux de pointe
- 2019 à Lucerne ( Suisse) 
  -  Médaille d'or en quatre de pointe
- 2018 à Glasgow ( Royaume-Uni) 
  -  Médaille de bronze en huit
- 2017 à Račice ( République tchèque)
  -  Médaille d'argent en huit